# Rue Dombasle (Paris)
Pour les articles homonymes, voir Rue Dombasle.
La rue Dombasle est une voie du 15e arrondissement de Paris, en France.

## Situation et accès
La rue Dombasle est une voie publique située dans le 15e arrondissement de Paris. Elle débute au 353, rue de Vaugirard et se termine place Charles-Vallin. Elle a une longueur de 530 m pour une largeur de 10 m. Non loin de la rue, se trouvent aussi le passage Dombasle et l'impasse Dombasle.

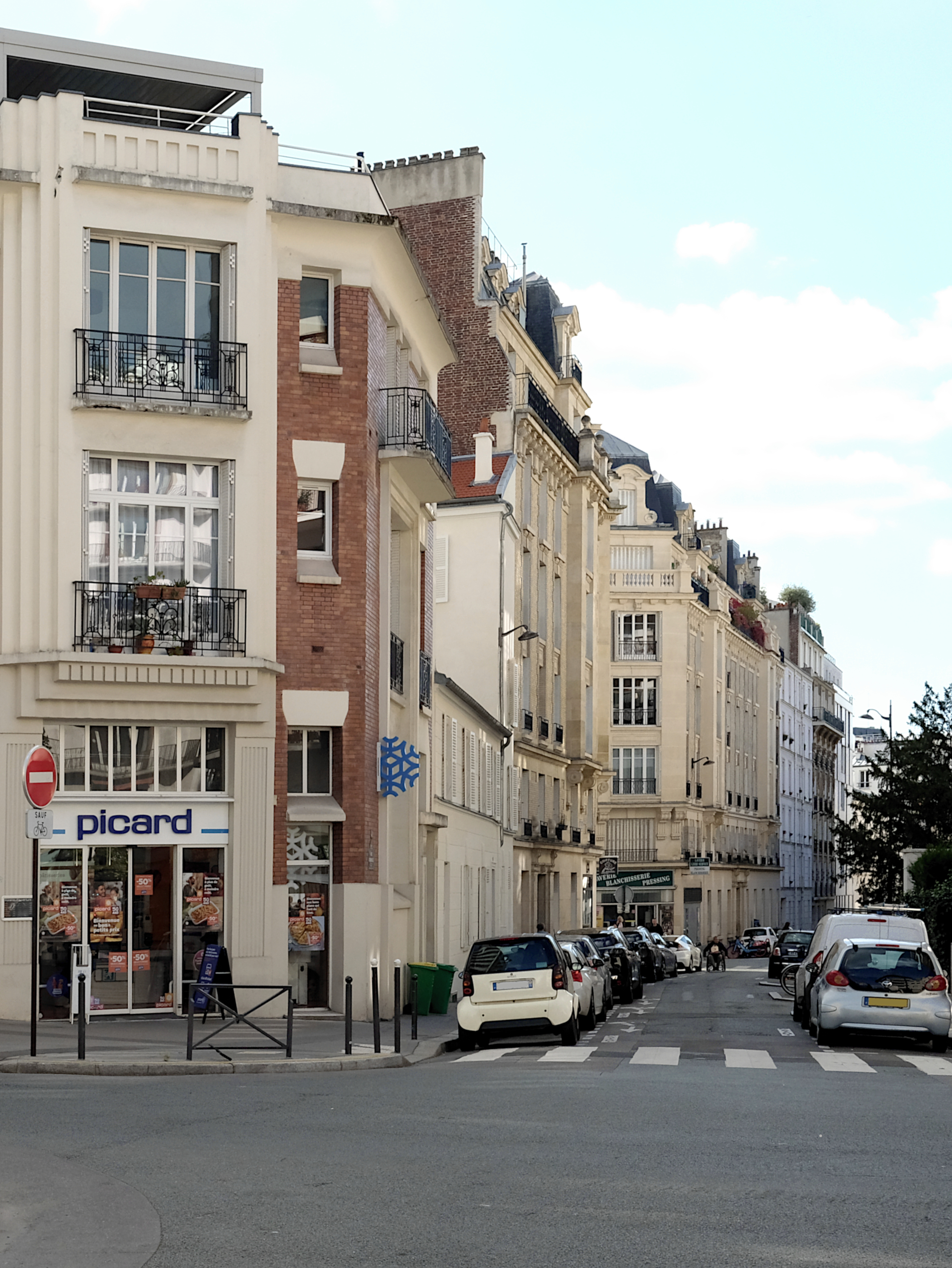
La rue Dombasle, à l'angle de la rue de Dantzig.
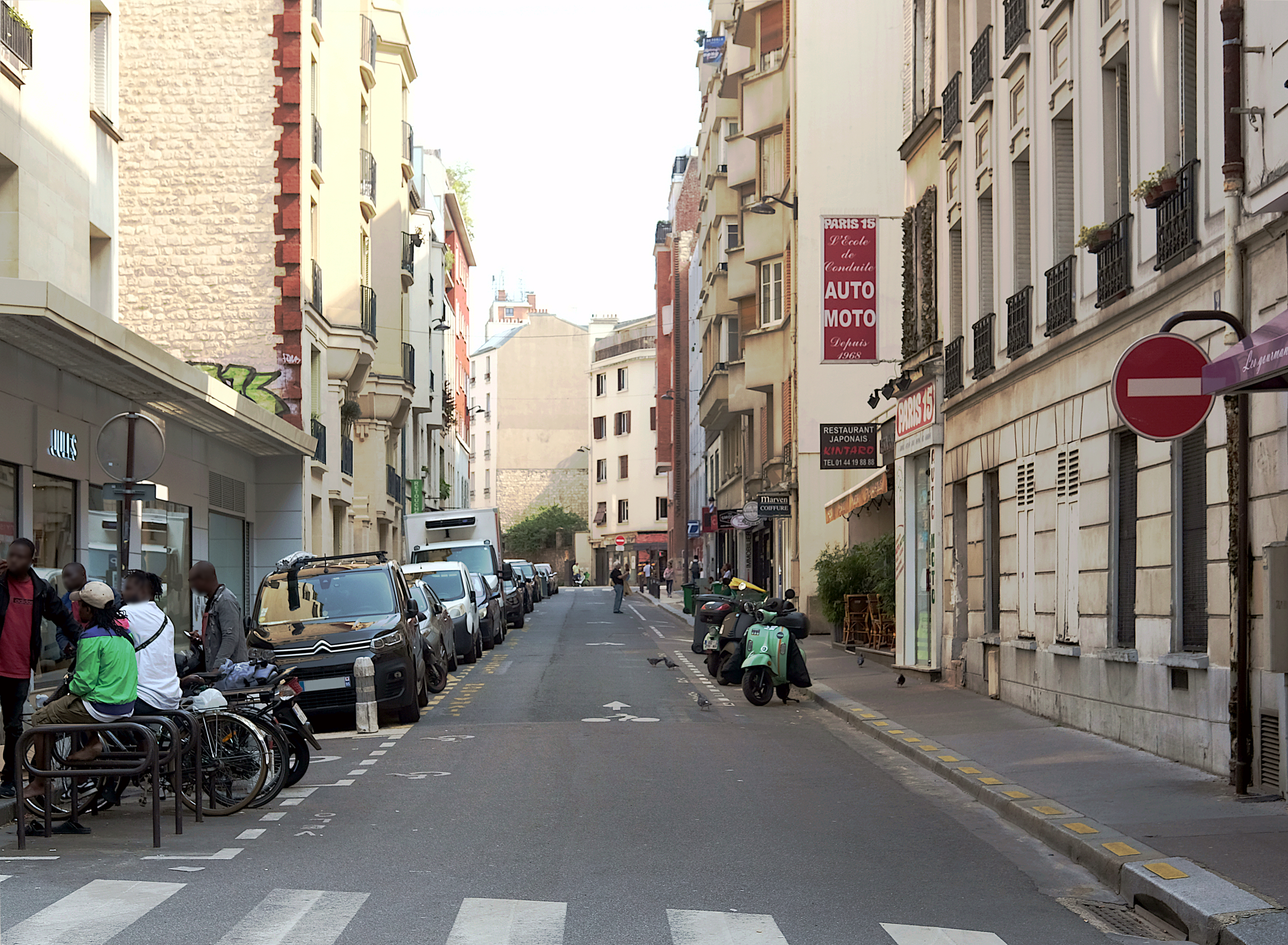
La rue vue depuis la rue de Vaugirard.

## Origine du nom

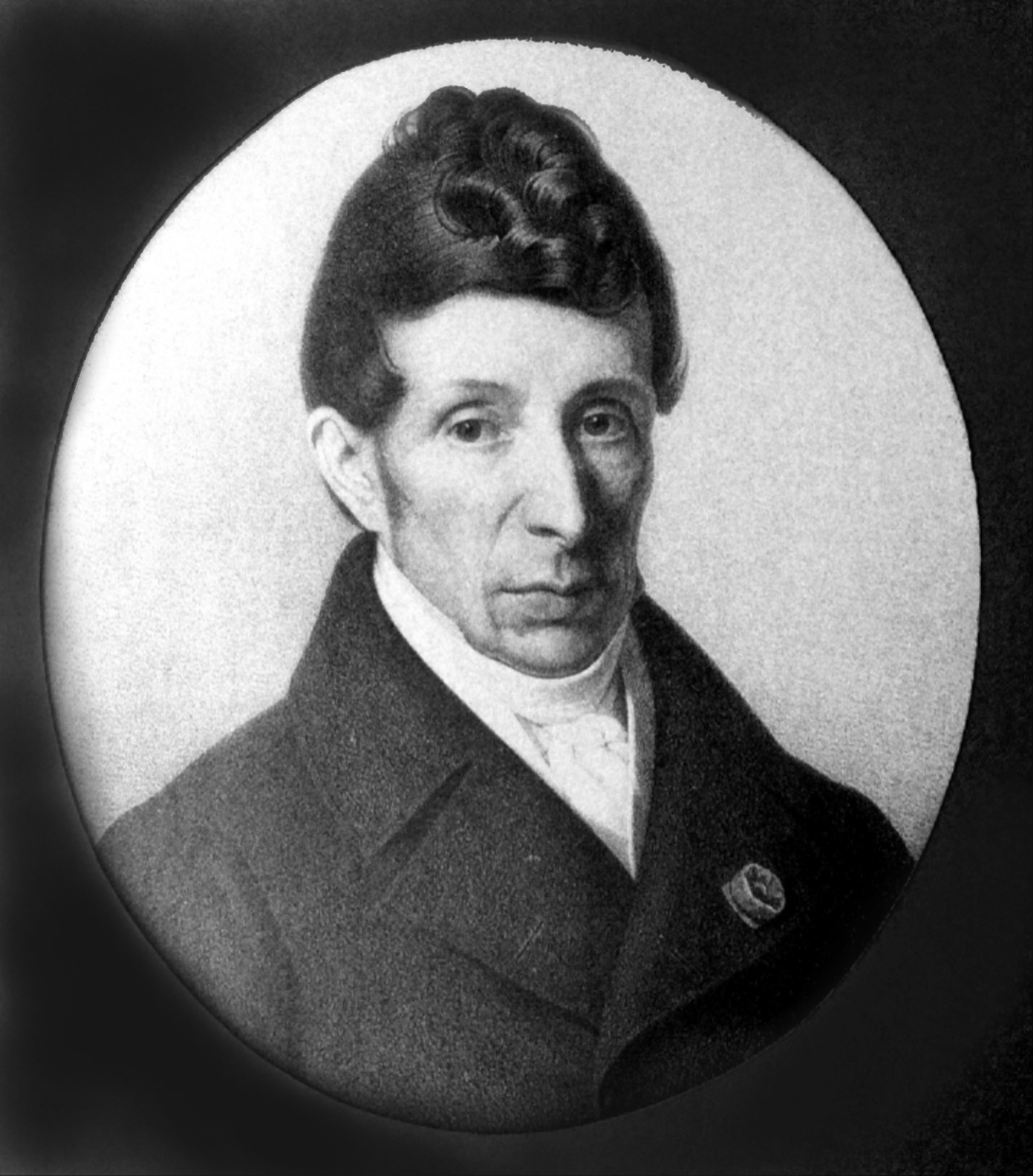
Mathieu de Dombasle.

Elle est nommée en l'honneur de l'agronome français Christophe-Joseph-Alexandre Mathieu de Dombasle (1777-1843).

## Historique

### Avant leXIXesiècle
La rue Dombasle est une ancienne voie de la commune de Vaugirard. Elle se situe dans un fond de vallée entre, au sud, la colline qui culmine au boulevard Lefebvre et, au nord, la colline qui culmine place d'Alleray. Ce fond de vallée, où fut plus tard percée la rue de la Convention, était occupé par des terrains de maraîchage et, sur le flanc nord, par des vignes.
Cet ancien chemin rural est attesté sur un plan de 1730. Amélioré en 1844, il fut classé comme chemin vicinal et prit le nom de « rue des Vignes ».
En 1860, la totalité de la commune de Vaugirard fut annexée à la ville de Paris ; la rue des Vignes se trouva donc intégrée à la voirie parisienne. Dans le cadre des travaux hausmanniens et du percement de la rue de la Convention, la rue des Vignes fut redressée, plus tard pourvue d'égouts et d'adduction d'eau en vue d'en faciliter l'urbanisation. En 1864, la rue des Vignes fut renommée « rue Dombasle ».

### XIXesiècle
Jusqu'à la fin du XIXe siècle, la rue Dombasle desservait des jardins, des maraîchages et quelques bâtiments ; parmi ceux-ci, des ateliers d'artisans, nombreux sur les anciennes communes de Vaugirard et de Grenelle ; depuis le XVIIe siècle au moins, la rue de Vaugirard et son voisinage comportent de nombreuses institutions religieuses chrétiennes : plusieurs de celles-ci subsistent aujourd'hui encore rue Dombasle ; enfin, jusqu'au début du XXe siècle, la rue Dombasle était connue pour ses nombreux entrepôts et ateliers de chiffonniers.

### XXesiècle
Aujourd'hui, au milieu d'immeubles pour l'essentiel des années 1970, subsistent quelques maisonnettes et pavillons de ville, dont plusieurs avec des jardinets non visibles de la rue, qui cèdent progressivement à la pression immobilière.

## Bâtiments remarquables et lieux de mémoire

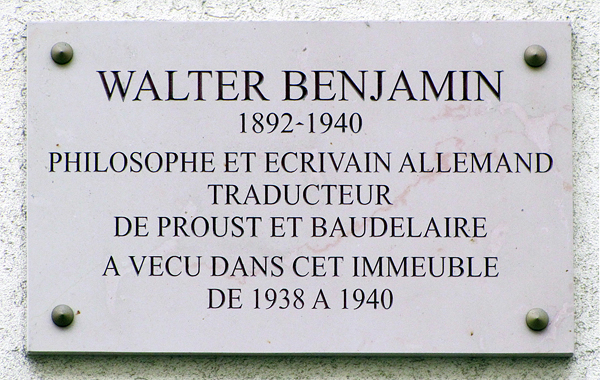
Plaque commémorative de Walter Benjamin posée en 2007 au 10, rue Dombasle.

- No 10 : le philosophe et historien d'art allemand Walter Benjamin, auteur, entre autres, de Paris, capitale du XIXe siècle, a vécu de 1938 à 1940 à ce numéro, avant de fuir la Gestapo et de se suicider à Portbou. En 2007, Anne Hidalgo, première adjointe au maire de Paris et élue du 15e arrondissement, y a fait apposer une plaque commémorative[3],[4].
- No 15 : emplacement approximatif de la chapelle d'une maison de campagne pour moines convalescents, édifiée vers 1270 par Gérard de Moret, seigneur de Vaugirard, ruinée lors des Guerres de religion et démolie en 1704.
- No 23 : école pour les enfants précoces, première en France[5].
- No 24 : Gaston Prunier (1863-1927), artiste peintre, y eut son atelier.
- No 30 : Œuvre de l'Enfant-Jésus, instituée en 1856, consacrée aux jeunes femmes convalescentes et indigentes.
- No 31 : ancienne maison-mère des religieuses franciscaines de Notre-Dame d'Espérance, qui donnent leurs soins aux malades, absorbées en 1969 par les franciscaines missionnaires de Notre-Dame qui en font leur nouvelle maison-mère.
- No 58 : emplacement de l'ancien orphelinat pour garçons de Vaugirard, fondé en 1850 et désaffecté dans les années 1960.